# Lista de edições do Salão Paulista de Belas Artes
Esta é uma lista de edições do Salão Paulista de Belas Artes, ou seja, uma lista contendo as diversas edições relativas ao Salão Paulista de Belas Artes.

## Primeiro Salão Paulista de Belas Artes
Aconteceu nos dois primeiros meses de 1934, iniciando em 25 de janeiro. A organização contou com Alexandre Albuquerque, Lopes de Leão, Vicente Larocca, Vittorio Gobbis e Wasth Rodrigues. Na comissão de carte, estiveram Alexandre Albuquerque, Carlos A. Gomes Cardim Filho, Christiano Altenfelder Silva, José A. Gonçalves, Olivia Guedes Penteado e Wasth Rodrigues. Integraram o júri: Amadeu Zani, Bernardino, José Cucé, Lopes de Leão, Mugnaini, Orlando Duílio Tarquínio Rossi, Victor Brecheret e Wasth Rodrigues. Os artistas premiados foram:
- Alfredo Volpi (medalha de bronze)
- Amadeu Zani (prêmio de honra — escultura)
- Angelo Simeone (prêmio "Prefeitura de São Paulo")
- Anita Malfatti (segundo prêmio)
- Antonio Rocco (prêmio de honra)
- Bernardino (segundo prêmio)
- Bonaventura Coriolato (menção honrosa)
- Ernesto Quissak (menção honrosa)
- Henrique Manzo (medalha de bronze)
- Henrique Zucca (prêmio "Prefeitura de São Paulo")
- Jean Gabriel Villin (menção honrosa)
- João del Nero (prêmio "Prefeitura de São Paulo" e menção honrosa)
- João Dutra (menção honrosa)
- João Inácio Martins (prêmio "Prefeitura de São Paulo")
- José Cucé (prêmio "Prefeitura de São Paulo")
- José Maria da Silva Neves (prêmio "Prefeitura de São Paulo")
- Juarez Almada Fagundes (prêmio "Prefeitura de São Paulo")
- Marcelle Netter (prêmio "Prefeitura de São Paulo")
- Maxito Hasson (menção honrosa)
- Mugnaini (terceiro prêmio)
- Nelson Nóbrega (prêmio "Prefeitura de São Paulo")
- Orlando Covello (menção honrosa)
- Oscar Pereira da Silva (prêmio de honra)
- Ottone Zorlini (menção honrosa)
- Pedro Alexandrino (prêmio de honra)
- Ricardo Cipicchia (terceiro prêmio — escultura)
- Roque de Mingo (terceiro prêmio — escultura)
- Vittorio Gobbis (terceiro prêmio)
- Wasth Rodrigues (primeiro prêmio)

## Segundo Salão Paulista de Belas Artes
Aconteceu nos dois primeiros meses de 1935, iniciando em 25 de janeiro e finalizando em 24 de fevereiro. A organização contou com Alexandre Albuquerque, Henrique Manzo, José Cucé e José Maria da Silva Neves. Na comissão de arte, estiveram Alexandre Albuquerque, Carlos A. Gomes Cardim Filho, José A. Gonçalves, Marcio Munhoz, Renata Crespi da Silva Prado e Wasth Rodrigues. Na comissão de premiação, atuaram Amadeu Zani, Candido Portinari, Humberto Cozzo, José Marques Campos, Leopoldo e Silva, Lopes de Leão, Oscar Pereira da Silva, Ricardo Cipicchia, Roque de Mingo e Wasth Rodrigues. Integraram a comissão de seleção: Bernardino, Candido Portinari, José Cucé, Leopoldo e Silva, Lopes de Leão, Oscar Pereira da Silva, Ricardo Cipicchia, Roque de Mingo, Vicente Larocca (Escultura) e Wasth Rodrigues. Os artistas premiados foram:
- Alexandre Budai (segundo prêmio — pintura)
- Angelo Simeone (prêmio "Prefeitura de São Paulo")
- Arnaldo Barbosa (prêmio "Prefeitura de São Paulo")
- Atílio Baldocchi (prêmio "Prefeitura de São Paulo")
- B. J. Tobias (prêmio "Prefeitura de São Paulo")
- Bernardino (medalha de ouro)
- Bonadei (prêmio "Prefeitura de São Paulo")
- Bonaventura Coriolato (menção honrosa — pintura)
- Dario Barbosa (prêmio de honra — pintura)
- Edmundo Krug (quarto prêmio — escultura)
- Ernesto Quissak (menção honrosa — pintura)
- Gastão Worms (terceiro prêmio — pintura)
- Georg Münch (prêmio "Prefeitura de São Paulo")
- Gino Bruno (quarto prêmio — pintura)
- Helena Ohashi (prêmio "Prefeitura de São Paulo")
- Henrique Manzo (quarto prêmio — pintura)
- Henrique Zucca (prêmio "Prefeitura de São Paulo")
- Humberto Cozzo (prêmio "Prefeitura de São Paulo")
- Iolanda Guerra (menção honrosa — pintura)
- Iolando Mallozzi (segundo prêmio — escultura)
- Jean Gabriel Villin (menção honrosa — arte decorativa)
- João Inácio Martins (prêmio "Prefeitura de São Paulo")
- Joaquim Figueira (terceiro prêmio — escultura)
- José Cucé (prêmio "Prefeitura de São Paulo")
- José Maria da Silva Neves (prêmio "Prefeitura de São Paulo")
- Juarez Almada Fagundes (prêmio "Prefeitura de São Paulo")
- Marcelle Netter (prêmio "Prefeitura de São Paulo")
- Maxito Hasson (menção honrosa — aquarela)
- Nelson Nóbrega (prêmio "Prefeitura de São Paulo")
- Orlando Covello (menção honrosa — desenho)
- Otto Felner (quarto prêmio — escultura)
- Ottone Zorlini (quarto prêmio — escultura e menção honrosa)
- Pedro Corona (prêmio "Prefeitura de São Paulo")
- Ricardo Cipicchia (prêmio "Prefeitura de São Paulo")
- Roque di Chiaro (prêmio "Prefeitura de São Paulo")
- Rui Martins Ferreira (menção honrosa — pintura)
- Salvador Caruso (prêmio "Prefeitura de São Paulo")
- Torquato Bassi (prêmio "Prefeitura de São Paulo")
- Vanda Guilherme (Menção Honrosa - pintura)
- Waldomiro Siqueira Júnior (menção honrosa — pintura)
- Yaynha Pereira Gomes (menção honrosa  — pintura)

## Terceiro Salão Paulista de Belas Artes
Aconteceu de 14 de dezembro de 1935 a janeiro de 1936. A organização contou com Bernardino, Carlos A. Gomes Cardim Filho, Gastão Worms e José Maria da Silva Neves e Roque de Mingo. Na comissão de arte, estiveram Candido de Moura Campos, Carlos A. Gomes Cardim Filho, José A. Gonçalves, Renata Crespi da Silva Prado, Samuel Archanjo dos Santos e Wasth Rodrigues. Na comissão de premiação, atuaram Bernardino, Dario Barbosa, Humberto Cozzo, Victor Brecheret e Wasth Rodrigues. Integraram a comissão de seleção: Bernardino, Ottone Zorlini (Escultura), Prati, Roque de Mingo (Escultura), Theodoro Braga e Wasth Rodrigues. Os artistas premiados foram:
- - Alfredo Volpi (medalha de bronze — pintura)
  - Aliberto Baroni (menção honrosa)
  - Angelo Simeone (medalha de bronze — pintura)
  - Antônio de Pádua Dutra (menção honrosa)
  - Archimedes Dutra (menção honrosa)
  - Armando Balloni (menção honrosa)
  - Arthur Preston Krug (medalha de bronze — escultura)
  - B. J. Tobias (pequena medalha de prata — pintura)
  - Carlos Prado (menção honrosa)
  - Eduardo de Oliveira Pirajá (pequena medalha de prata — escultura)
  - Elmer Gollner (menção honrosa)
  - Élvio Lemmi (medalha de bronze — escultura)
  - Enrico Bastiglia (menção honrosa)
  - G. Migray (menção honrosa)
  - Gastão Worms (grande medalha de prata — pintura)
  - Giuseppi Perissinoto (menção honrosa)
  - Henrique Manzo (grande medalha de prata — pintura)
  - Hugo Adami (grande medalha de prata — pintura)
  - Innocêncio Borghese (menção honrosa)
  - João Batista Ferri (pequena medalha de ouro — escultura)
  - João del Nero (medalha de bronze — pintura)
  - João Dutra (menção honrosa)
  - José Maria da Silva Neves (menção honrosa)
  - Juarez Almada Fagundes (menção honrosa)
  - Lopes de Leão (pequena medalha de ouro — pintura)
  - Lucy Citti Ferreira (menção honrosa)
  - Mário de Campos Pacheco (menção honrosa)
  - Nelson Nóbrega (menção honrosa)
  - Ottone Zorlini (grande medalha de prata — escultura)
  - Rute Prado Guimarães (medalha de bronze — pintura)
  - Salvador Caruso (pequena medalha de prata — pintura)
  - Torquato Bassi (pequena medalha de prata — pintura)
  - Yolanda Mohalyi (pequena medalha de ouro — pintura)

## Quarto Salão Paulista de Belas Artes
Aconteceu de dezembro de 1936 a janeiro de 1937. A organização contou com Carlos A. Gomes Cardim Filho, Juarez Almada Fagundes, Nelson Nóbrega, Roque de Mingo e Wasth Rodrigues. Na comissão de arte, estiveram Cantidio de Moura Campos, Carlos A. Gomes Cardim Filho, José A. Gonçalves, Renata Crespi da Silva Prado, Samuel Archanjo dos Santos e Wasth Rodrigues. Na comissão de premiação, atuaram Franco Cenni, Hugo Adami, Materno Giribaldi, Quirino da Silva, Ricardo Cipicchia e Vicente Larocca. No júri, participaram: Alfredo Volpi, Antonelo del Debbio, Hugo Adami, Ottone Zorlini e Prati. Os artistas premiados foram:
- Arthur Preston Krug (pequena medalha de prata — escultura)
- Bonadei (menção honrosa — pintura)
- Dario Barbosa (terceiro prêmio "Aquisição")
- Edson Motta (menção honrosa — pintura)
- Emílio Oxpaur (grande medalha de prata — escultura)
- Ernani Dias (menção honrosa — pintura)
- Francisco Rebolo (pequena medalha de ouro — pintura)
- Frank Urban (pequena medalha de prata — escultura)
- Fulvio Pennacchi (grande medalha de prata — pintura)
- Giovanni Martinelli (menção honrosa — arte decorativa)
- Haydéa Santiago (medalha de bronze — pintura)
- Hélios Seelinger (menção honrosa — pintura)
- Hugo Adami (pequena medalha de ouro — pintura)
- Humberto Rosa (medalha de bronze — pintura)
- Imma Suthor (menção honrosa — pintura)
- João del Nero (medalha de bronze)
- Joaquim Figueira (pequena medalha de ouro — esculura)
- Juarez Almada Fagundes (pequena medalha de prata — pintura)
- Leonardo Neubauer (pequena medalha de prata — arte decorativa)
- Manoel Santiago (menção honrosa — pintura)
- Mário de Campos Pacheco (pequena medalha de prata — pintura)
- Nelson Nóbrega (medalha de bronze — pintura)
- Odette de Freitas (menção honrosa — pintura)
- Oswald de Andrade Filho (medalha de bronze — pintura)
- Pedro Corona (menção honrosa — pintura)
- Renée Lefèvre (menção honrosa — pintura)
- Rescála (menção honrosa — pintura)
- Ricardo Cipicchia (grande medalha de prata — escultura)
- Roque de Mingo (pequena medalha de ouro — escultura)
- Tomoo Handa (menção honrosa — pintura)
- Vittorio Gobbis (grande medalha de ouro — pintura)
- Waldemar Guerschow (menção honrosa — pintura)

## Quinto Salão Paulista de Belas Artes
Aconteceu de 1937 a 1938. A organização contou com Antonio Moya, João Batista Ferri, João del Nero, Theodoro Braga e Valle Júnior. Na comissão de arte, estiveram Alexandre Albuquerque, Carlos A. Gomes Cardim Filho, Francisco Casabona, Francisco Salles Gomes Júnior, Mário de Andrade e Wasth Rodrigues. Na comissão de premiação, atuaram João Batista Ferri, João del Nero, José Marques Campão, Lopes de Leão, Ricardo Cipicchia e Roque de Mingo. No júri, participaram: Dario Barbosa, João Batista Ferri, José Marques Campão, Leopoldo e Silva e Lopes de Leão. Os artistas premiados foram:
- Accácio Ferraz de Gouveia (menção honrosa — pintura)
- Adolfo Fonzari (pequena medalha de prata — pintura)
- Alfredo Rocco (Medalha de Bronze - Pintura)
- Archimedes Dutra (medalha de bronze — pintura)
- Armando Vianna (primeiro prêmio "Prefeitura de São Paulo")
- Atílio Baldocchi (prêmio "Prefeitura de São Paulo")
- Clodomiro Amazonas (grande medalha de prata e segundo prêmio "Prefeitura de São Paulo")
- Dakir Parreiras (medalha de bronze — pintura)
- E. Migliaccio (menção honrosa — pintura)
- Eduardo de Oliveira Pirajá (segundo prêmio "Prefeitura de São Paulo")
- Edwiges Jacobusich (menção honrosa — pintura)
- Eurico Caiubi (menção honrosa — pintura)
- Francisco de Andrade (pequena medalha de prata — escultura)
- Francisco Manna (menção honrosa — pintura)
- Gino Bruno (pequena medalha de prata — Pintura)
- Guiomar Fagundes (pequena medalha de prata — pintura)
- Humberto Cozzo (pequena medalha de prata — escultura)
- João Dutra (pequena medalha de prata — pintura)
- João Inácio Martins (menção honrosa — pintura)
- José Pancetti (medalha de bronze — pintura)
- Júlio Guerra (menção honrosa — escultura)
- Leopoldo Gotuzzo (pequena medalha de prata — pintura)
- Lilian O. Monteiro (medalha de bronze — pintura)
- Lucília Ferreira (menção honrosa — pintura)
- Lucília Fraga (pequena medalha de prata — pintura)
- Manoel Constantino (medalha de bronze — pintura)
- Manoel Santiago (medalha de bronze — pintura)
- Oswaldo Teixeira (pequena medalha de prata — pintura)
- Raphael Galvez (menção honrosa — pintura e escultura)
- Renée Lefèvre (medalha de bronze — pintura)
- Rodolfo Paulo Wolff (medalha de bronze — pintura)
- Rodolfo Weigel (medalha de bronze — pintura)
- Samuel Chaves Martins Ribeiro (segundo prêmio "Prefeitura de São Paulo" — escultura)
- Sarah (medalha de bronze — pintura)
- Theodoro Braga (pequena medalha de ouro — pintura)
- Valle Júnior (grande medalha de ouro e primeiro prêmio "Prefeitura de São Paulo" — pintura)
- Vicente Leite (medalha de bronze — pintura)
- Yaynha Pereira Gomes (medalha de bronze — pintura)
- Zelinda Scigliano (menção honrosa — pintura)

## Sexto Salão Paulista de Belas Artes
Aconteceu em 1939. A organização contou com Alípio Dutra, João Batista Ferri, João del Nero, José Maria da Silva Neves e Juarez Almada Fagundes. Na comissão de arte, estiveram Alípio Dutra, Alvaro de Figueiredo Guião, Armando Bellardi, Carlos A. Gomes Cardim Filho, Dacio de Moraes, Francisco Casabona, Francisco Patti, Samuel Archanjo dos Santos e Theodoro Braga. Na comissão de premiação, atuaram João del Nero, Juarez Almada Fagundes, Nicolau Rollo, Ricardo Cipicchia, Valle Júnior e Vicente Larocca. No júri, participaram: Alípio Dutra, Theodoro Braga e Valle Júnior. Os artistas premiados foram:
- Accácio Ferraz de Gouveia (medalha de bronze — pintura)
- Antônio de Pádua Dutra (grande medalha de ouro — pintura)
- Archimedes Dutra (grande medalha de prata — pintura e segundo prêmio "Prefeitura de São Paulo")
- Armando Vianna (pequena medalha de prata — pintura)
- Augusto Bracet (pequena medalha de ouro — pintura)
- Bernardino Ficarelli (menção honrosa — pintura)
- Camila Álvares de Azevedo (menção honrosa — pintura)
- Campos Ayres (terceiro prêmio "Prefeitura de São Paulo" — pintura)
- Clodomiro Amazonas (primeiro prêmio "Prefeitura de São Paulo" — pintura)
- Dimitri Ismailovitch (pequena medalha de prata — pintura)
- Domingos Dias da Silva (pequena medalha de prata — pintura)
- Dora Mazo (menção honrosa — pintura)
- Edgard Parreiras (pequena medalha de prata — pintura)
- Edith Thiel (pequena medalha de prata — pintura)
- Edwiges Jacobusich (medalha de bronze — pintura)
- Ettore Lavini (medalha de bronze — pintura)
- Hélios Seelinger (grande medalha de prata — pintura)
- Henoch Dias de Amorim (prêmio "Assembleia Legislativa do Estado de São Paulo" — aquisição)
- Ivan Gousseff (medalha de bronze — pintura)
- João Batista de Paula Fonseca Júnior (menção honrosa)
- João Dutra (grande medalha de prata — pintura)
- Jordão de Oliveira (grande medalha de prata — pintura)
- José Maria da Silva Neves (medalha de bronze — pintura)
- Kiyoji Tomioka (menção honrosa — pintura)
- Lazaro Ranulfo de Freitas (menção honrosa — pintura)
- Leopoldo Gotuzzo (grande medalha de prata — pintura)
- Lucília Fraga (grande medalha de prata — pintura)
- Luís Fernandes de Almeida Júnior (pequena medalha de prata — pintura)
- Luis Gualberto (menção honrosa)
- Manoel Constantino (grande medalha de prata — pintura)
- Manoel Faria (pequena medalha de prata — pintura; e segundo prêmio "Prefeitura de São Paulo")
- Moisés Nogueira da Silva (menção honrosa — pintura)
- Nazareno Altavilla (menção honrosa — pintura)
- Oehlmeyer (menção honrosa — pintura)
- Orlando Duílio Tarquínio Rossi (pequena medalha de prata — pintura)
- Orózio Belém (grande medalha de prata — pintura)
- Osvaldo Leite Siqueira (menção honrosa — pintura)
- Oswaldo Teixeira (pequena medalha de ouro — pintura)
- Pacheco Ferraz (pequena medalha de prata — pintura)
- Paula Fonseca (grande medalha de prata — pintura)
- Pedro Antônio (pequena medalha de ouro — pintura)
- Pedro Bruno (pequena medalha de ouro — pintura)
- Rafael Falco (medalha de bronze — pintura)
- Reinaldo Manzke (menção honrosa — pintura)
- Renée Lefèvre (pequena medalha de prata — pintura)
- Roque di Chiaro (medalha de bronze — pintura)
- Rui Martins Ferreira (medalha de bronze — pintura)
- Salvador Caruso (grande medalha de prata — pintura)
- Torquato Bassi (grande medalha de prata — pintura)
- Toyomatsu Sato (menção honrosa — pintura)
- Vicente Leite (grande medalha de prata — pintura)
- Vladimir Guimarães (mMedalha de bronze — pintura)

## Sétimo Salão Paulista de Belas Artes
Aconteceu a partir de 17 de dezembro de 1940. A organização contou com Alfredo Oliani, Euclides Andrade, Juarez Almada Fagundes, Julio Cesar Lacreta, Theodoro Braga e Valle Júnior. Na comissão de arte, estiveram Alípio Dutra, Armando Bellardi, Carlos A. Gomes Cardim Filho, Dacio de Moraes, Francisco Patti, Francisco Salles Vicente de Azevedo, João Caldeira Filho, Mario Guimarães de Barros Lins e Samuel Archanjo dos Santos. Na comissão de premiação, atuaram João Batista Ferri, José Marques Campão, Júlio Guerra, Raphael Galvez e Valle Júnior. No júri, participaram: José Marques Campão, Paulo Mazzuchelli, Ricardo Cipicchia, Roque de Mingo, Theodoro Braga e Dario Barbosa. Os artistas premiados foram:
- Abelardo Soares Caiubi (medalha de bronze — pintura)
- Alberto Emílio Nadeo (grande medalha de prata)
- Alberto Ritschel (pequena medalha de prata — pintura)
- Aldo Cardarelli (menção honrosa — pintura)
- Alfredo Oliani (grande medalha de prata — escultura)
- Amélia Sabino Oliveira (medalha de bronze — escultura)
- Aníbal Mattos (medalha de bronze — pintura)
- Armando Vianna (grande medalha de prata — pintura)
- Campos Ayres (pequena medalha de prata — pintura; e primeiro prêmio "Prefeitura de São Paulo")
- Charitas Lienert (menção honrosa — escultura)
- Cleo B. Romero (pequena medalha de prata — pintura)
- Cleyde Escobar Westin (menção honrosa — escultura)
- Dakir Parreiras (grande medalha de prata — pintura)
- Della Monica (menção honrosa — pintura)
- Enrico Bastiglia (medalha de bronze — pintura)
- Eurico Caiubi (medalha de bronze — pintura)
- Flávia Vilares da Nova Gomes (medalha de bronze — pintura)
- Gastão Formenti (pequena medalha de prata — pintura)
- Gentil Garcez (menção honrosa — pintura)
- Gerson Coutinho (medalha de bronze — pintura)
- Haydéa Santiago (pequena medalha de prata — pintura)
- Heitor de Pinho (medalha de bronze — pintura)
- João Batista Ferri (primeiro prêmio "Prefeitura de São Paulo" — escultura)
- Juarez Almada Fagundes (grande medalha de prata — pintura)
- Júlio Guerra (medalha de bronze — escultura)
- Laurindo Galante (medalha de bronze — escultura)
- Manoel Santiago (pequena medalha de prata — pintura)
- Manuel Madruga (grande medalha de prata — pintura)
- Maria Coelho Lepage (menção honrosa — pintura)
- Maria de Lourdes Lopes Chaves (menção honrosa — pintura)
- Maria Margarida Soutello (medalha de bronze — pintura)
- Morena Flores Mourgues (medalha de bronze — escultura)
- Nair Opromolla (menção honrosa — pintura)
- Oehlmeyer (pequena medalha de prata — pintura)
- Oswald de Andrade Filho (medalha de prata)
- Paulo Gagarin (pequena medalha de prata — pintura)
- Rafael Falco (pequena medalha de prata — pintura)
- Raphael Galvez (pequena medalha de prata — escultura)
- Sandro Manzini (medalha de bronze — pintura)
- Walter Weiss (pequena medalha de prata — pintura)
- Zezé Botelho Egas (menção honrosa — escultura)

## Oitavo Salão Paulista de Belas Artes
Aconteceu em 1942, na Galeria Prestes Maia. A organização contou com João Batista Ferri, João del Nero, José Maria da Silva Neves, Theodoro Braga e Valle Júnior. Na comissão de arte, estiveram Alípio Dutra, Carlos A. Gomes Cardim Filho, Dacio de Moraes, Francisco Patti, José Rodrigues Alves Sobrinho e Theodoro Braga. Na comissão de premiação, atuaram Alberto Emílio Nadeo, Archimedes Dutra, João Batista Ferri, Mário Pacheco, Ricardo Cipicchia e Roque de Mingo. No júri, participaram: Alípio Dutra, Armando Vianna, Eduardo de Oliveira Pirajá, Joaquim Rodrigues Moreira Júnior, Juarez Almada Fagundes e Roque de Mingo. Os artistas premiados foram:
- Alfredo Oliani (segundo prêmio "Prefeitura de São Paulo")
- Alfredo Rocco (medalha de prata)
- Alípio Dutra (grande medalha de prata — pintura)
- Amélia Sabino Oliveira (pequena medalha de prata — escultura)
- Angelo Simeone (pequena medalha de prata — pintura)
- Archimedes Dutra (primeiro prêmio "Prefeitura de São Paulo" — pintura)
- Armando Pacheco Alves (pequena medalha de prata)
- Atílio Baldocchi (menção honrosa — pintura)
- Aurélia Rubião (medalha de bronze — pintura)
- Bonaventura Coriolato (medalha de bronze — pintura)
- Camilo Michalka (menção honrosa — pintura)
- Campos Ayres (grande medalha de prata)
- Castellane (menção honrosa — escultura)
- Clelia Martins (menção honrosa — pintura)
- Dario Barbosa (prêmio "Aquisição")
- Dario Mecatti (pequena medalha de prata — pintura)
- Della Monica (medalha de bronze — pintura)
- Domingos Lluellas Barrera (medalha de bronze — pintura)
- E. Migliaccio (medalha de bronze — pintura)
- Edgard Cognat (menção honrosa — pintura)
- Erbo Stenzel (grande medalha de prata — escultura)
- Ernani Dias (medalha de bronze — pintura)
- Ernesto Quissak (medalha de bronze — pintura)
- Fernando Martins (menção honrosa — pintura)
- G. Oscar Oswaldo Campiglia (segundo prêmio "Prefeitura de São Paulo")
- Gentil Garcez (medalha de bronze — pintura)
- Georgina de Albuquerque (primeiro prêmio "Prefeitura de São Paulo", prêmio "Fernando Costa" e medalha de prata)
- Gerson Coutinho (pequena medalha de prata — pintura)
- Gilda Gelmini (menção honrosa — pintura)
- Gino Bruno (grande medalha de prata — pintura)
- Giuseppi Perissinoto (pequena medalha de prata — pintura)
- Guerino Grosso (menção honrosa — pintura)
- Hélios Seelinger (segundo prêmio "Prefeitura de São Paulo")
- Honorio Alvares Penteado (medalha de bronze — escultura)
- Jacira Pereira de Campos (menção honrosa — escultura)
- João Teixeira de Araújo (medalha de bronze — pintura)
- José dos Santos (pequena medalha de prata — pintura)
- José Maria da Silva Neves (pequena medalha de prata — pintura)
- José Maria de Almeida (medalha de bronze — pintura)
- Júlio Guerra (segundo prêmio 'Prefeitura de São Paulo")
- Jurandir dos Reis Paes Leme (pequena medalha de prata — pintura)
- Lelio Coluccini (grande medalha de prata — escultura)
- Luis Atílio Fiori (menção honrosa — pintura)
- Luís Fernandes de Almeida Júnior (grande medalha de prata — pintura)
- Luis Morrone (pequena medalha de prata — escultura)
- Madureira (menção honrosa — pintura)
- Manoel Faria (grande medalha de prata — pintura)
- Maria Cecilia Pinto Serva (menção honrosa — pintura)
- Marina Machado da Silva (menção honrosa — pintura)
- Mário de Campos Pacheco (segundo prêmio "Prefeitura de São Paulo")
- Miguel Picazzio (menção honrosa — pintura)
- Noêmia Guerra (medalha de bronze)
- Paula Fonseca (menção honrosa — pintura)
- Paulo Alves de Siqueira (menção honrosa — pintura)
- Paulo Gagarin (grande medalha de prata — pintura)
- Paulo Heytre (medalha de bronze — pintura)
- Paulo Mazzuchelli (pequena medalha de prata — escultura; e segundo prêmio "Prefeitura de São Paulo")
- Paulo Sangiuliano (menção honrosa — pintura)
- Ricardo Cipicchia (pequena medalha de ouro — escultura; e primeiro prêmio "Prefeitura de São Paulo")
- Samuel Roder (medalha de bronze — pintura)
- Sinhá D'Amora (menção honrosa — pintura)
- Vicente Mecozzi (medalha de bronze — pintura)

## Nono Salão Paulista de Belas Artes
Aconteceu em 1943, na Galeria Prestes Maia. A organização contou com Alípio Dutra, Bernardino, Júlio Guerra, Theodoro Braga e Vicente Larocca. Na comissão de arte, estiveram Alípio Dutra, Armando Bellardi, Carlos A. Gomes Cardim Filho, Dacio de Moraes, Francisco Patti, João Caldeira Filho, José Maria da Silva Neves, Mozart Tavares de Lima, Theodoro Braga e Theotonio Monteiro de Barros Filho. Na comissão de premiação, atuaram Alípio Dutra, Luis Morrone, Mugnaini, Raphael Galvez, Theodoro Braga e Vicente Larocca. No júri, participaram: Campos Ayres, Dario Barbosa, José Cucé, José Maria da Silva Neves, Ricardo Cipicchia e Theodoro Braga. Os artistas premiados foram:
- Aidê Morais de Camargo (menção honrosa — pintura)
- Alberto Ferrante (menção honrosa — pintura)
- Alfredo Norfini (pequena medalha de prata — pintura)
- Alípio Dutra (grande medalha de ouro — pintura; e primeiro prêmio "Fernando Costa")
- Álvaro Conde (menção honrosa — pintura)
- Anita Fraga (medalha de bronze — pintura)
- Antonio Bandeira (medalha de bronze)
- Armando Assis Pacheco (menção honrosa — pintura)
- Armando Traini (menção honrosa — pintura)
- Benedito Carlos Madureira (menção honrosa — pintura)
- Benjamim Constant de Oliveira Neto (pequena medalha de prata — pintura)
- Bruno Felisberti (medalha de bronze — pintura)
- Camargo Freire (menção honrosa — pintura)
- Castellane (medalha de bronze — pintura; e pequena medalha de prata — escultura)
- Cesar Lacanna (menção honrosa — pintura)
- Cirilo Agostini (menção honrosa — pintura)
- Clelia Martins (pequena medalha de prata — pintura)
- Clorinda Gorgatti (menção honrosa — pintura)
- Clotilde Boucault Voss (menção honrosa — pintura)
- Dario Barbosa (grande medalha de ouro)
- Della Monica (pequena medalha de prata — pintura)
- Dora Mazo (medalha de bronze — pintura)
- Edwiges Jacobusich (pequena medalha de prata — pintura)
- Eurico Caiubi (pequena medalha de prata — pintura)
- Fausto Saule (menção honrosa)
- Fayga Ostrower (menção honrosa — pintura)
- Felisberto Ranzini (menção honrosa)
- Ferdinando Bastiglia (menção honrosa — pintura)
- Franco Cenni (medalha de bronze — pintura)
- Frank Urban (menção honrosa — pintura)
- G. Oscar Oswaldo Campiglia (medalha de bronze — pintura)
- Germana de Angelis (medalha de bronze — pintura)
- Gori (medalha de bronze — pintura)
- Hélio Villegas (menção honrosa — pintura)
- Honorio Alvares Penteado (pequena medalha de prata — escultura)
- João Batista Ferri (primeiro prêmio "Prefeitura de São Paulo")
- João Gargiulli (menção honrosa — pintura)
- Júlio Guerra (grande medalha de prata — escultura; e segundo prêmio "Prefeitura de São Paulo")
- Jurandir Aguiar (menção honrosa)
- Jurandyr U. Campos (menção honrosa)
- Lilian O. Monteiro (pequena medalha de prata)
- Luis Atílio Fiori (medalha de bronze)
- Luís Bruno da Silva (menção honrosa)
- Luis Morrone (grande medalha de prata — escultura)
- Madureira (medalha de bronze — pintura; e segundo prêmio "Prefeitura de São Paulo")
- Mário Barata (medalha de bronze — pintura)
- Mercedes Woisk Marinho de Andrade (menção honrosa — pintura; e segundo prêmio "Prefeitura de São Paulo")
- Miguel Barros (menção honrosa — pintura)
- Mugnaini (pequena medalha de ouro e segundo prêmio "Fernando Costa")
- Nair Opromolla (medalha de bronze — pintura)
- Óppido (menção honrosa — pintura)
- Paulo Alves de Siqueira (medalha de bronze — pintura)
- Pedrina Calixto Henriques (menção honrosa — pintura)
- Raimundo Cela (pequena medalha de ouro — pintura)
- Raimundo Lewin Jaskulski (menção honrosa — pintura)
- Raphael Galvez (grande medalha de prata — escultura; e segundo prêmio "Prefeitura de São Paulo")
- Rui Martins Ferreira (pequena medalha de prata — pintura)
- Samuel Roder (grande medalha de prata — pintura)
- Sérgio Linn (menção honrosa — pintura)
- Sylvio Alves (menção honrosa — pintura)
- Theodoro Meirelles (menção honrosa — pintura)
- Vicente Larocca (pequena medalha de ouro — escultura)
- Zezé Botelho Egas (medalha de bronze — escultura)

## Décimo Salão Paulista de Belas Artes
Aconteceu a partir de 19 de abril de 1944, na Galeria Prestes Maia. A organização contou com Dacio de Moraes, Ernani Dias, Lopes de Leão e Mugnaini. Na comissão de arte, estiveram Armando Bellardi, Carlos A. Gomes Cardim Filho, Dacio de Moraes, Francisco Patti, João Caldeira Filho, José Maria da Silva Neves, Mozart Tavares de Lima, Sebastião Nogueira Lima e Theodoro Braga. Na comissão de premiação, atuaram Alípio Dutra, Eduardo de Oliveira Pirajá, José Marques Campão, Luis Morrone, Valle Júnior e Vicente Larocca. No júri, participaram: Eduardo de Oliveira Pirajá, José Marques Campão, Juarez Almada Fagundes, Luis Morrone, Valle Júnior e Vicente Larocca. Os artistas premiados foram:
- Amélia Sabino Oliveira (segundo prêmio "Prefeitura de São Paulo" — escultura)
- Angelo Simeone (grande medalha de prata — pintura)
- Durval Pereira (primeiro prêmio menção honrosa)
- Germano Mariutti (medalha de bronze — escultura)
- João Perissinoto (menção honrosa — escultura)
- Jurandyr U. Campos (pequena medalha de prata — pintura)
- Manuel Madruga (pequena medalha de ouro e primeiro prêmio "Interventor Fernando Costa" — pintura)
- Nicola Petti (segundo prêmio "Prefeitura de São Paulo" — pintura)
- Paulo Alves de Siqueira (segundo prêmio "Prefeitura de São Paulo" — pintura)
- Paulo Gagarin (primeiro prêmio 'Prefeitura de São Paulo" — pintura)
- Raphael Galvez (pequena medalha de ouro, segundo prêmio "Prefeitura de São Paulo" e segundo prêmio "Interventor Fernando Costa" — escultura)
- Ricardo Cipicchia (grande medalha de ouro, primeiro prêmio "Interventor Fernando Costa" e primeiro prêmio "Prefeitura de São Paulo" — escultura)
- Silvio Macedo Rabelo (menção honrosa — escultura)
- Sylvio Alves (medalha de bronze — pintura)

## Décimo-primeiro Salão Paulista de Belas Artes
Aconteceu a partir de 19 de abril de 1945, na Galeria Prestes Maia. A organização contou com Henrique Manzo, José Maria da Silva Neves, José Marques Campão, Nicola Petti e Roque de Mingo. Na comissão de arte, estiveram Armando Bellardi, Carlos A. Gomes Cardim Filho, Francisco Patti, João Caldeira Filho, José Maria da Silva Neves, José Marques Campão, Mozart Tavares de Lima, Sebastião Nogueira Lima e Theodoro Braga. Na comissão de premiação, atuaram Henrique Manzo, Jordão de Oliveira, José Marques Campão, Júlio Guerra, Ricardo Cipicchia e Vicente Larocca. No júri, participaram: Henrique Manzo, José Marques Campão, Orlando Duílio Tarquínio Rossi, Ricardo Cipicchia, Roque de Mingo e Vicente Larocca. Os artistas premiados foram:
- Aluizio Valle (pequena medalha de prata — pintura)
- Caetano Fraccaroli (pequena medalha de prata — escultura)
- Camargo Freire (segundo prêmio "Prefeitura de São Paulo" — pintura)
- Dario Barbosa (primeiro prêmio "Prefeitura de São Paulo" — pintura)
- Edgard Parreiras (grande medalha de prata — pintura)
- Eliseu Visconti (grande medalha de ouro — homenagem póstuma)
- Franco Cenni (pequena medalha de prata — pintura)
- João Scuoto (medalha de bronze — escultura)
- Laurindo Galante (pequena medalha de prata e segundo prêmio "Prefeitura de São Paulo" — escultura)
- Leopoldo Gotuzzo (pequena medalha de ouro — pintura)
- Luis Morrone (primeiro prêmio "Prefeitura de São Paulo" — escultura)
- Manoel Santiago (grande medalha de prata — pintura)
- Maria Henriqueta Pupo Ferraz Pereira (pequena medalha de prata — escultura)
- Mário Túlio (segundo prêmio "Prefeitura de São Paulo" — pintura)
- Nicola Petti (medalha de bronze — pintura)
- Oswaldo Teixeira (prêmio "Interventor Federal" — pintura)
- Otto Felner (pequena medalha de prata — escultura)
- Reynaldo Manzke (medalha de bronze — pintura)
- Sylvio Alves (prêmio "Pedro Morganti" — pintura)

## Décimo-segundo Salão Paulista de Belas Artes
Aconteceu a partir de 25 de junho de 1946, na Galeria Prestes Maia. A organização contou com Eduardo Kneese de Mello, Juarez Almada Fagundes, Luis Morrone, Mugnaini e Reinaldo Manzke. Na comissão de arte, estiveram Carlos A. Gomes Cardim Filho e Plínio Caiado de Castro. Na comissão de premiação, atuaram João Scuoto, Juarez Almada Fagundes, Luis Morrone, Mugnaini, Ricardo Cipicchia e Valle Júnior. No júri, participaram: João Scuoto, Juarez, Almada Fagundes, Luis Morrone, Mugnaini, Ricardo Cipicchia e Valle Júnior. Os artistas premiados foram:
- Alípio Dutra (grande medalha de prata — pintura)
- Amleto Niccola Daniele Sammarco (menção honrosa — escultura)
- Áureo Alessandri (pequena medalha de prata — escultura)
- Camargo Freire (prêmio "Departamento Estadual de Informações — pintura)
- Colette Pujol (medalha de bronze — pintura)
- Edith Thiel (grande medalha de prata — pintura)
- Fiuza Guimarães (pequena medalha de ouro e segundo prêmio "Interventor Federal" — pintura)
- Francisco Parlagreco (medalha de bronze — pintura)
- Francisco Priore (menção honrosa — pintura)
- Franco Cenni (segundo prêmio "Prefeitura de São Paulo" — pintura)
- Júlio Guerra (pequena medalha de ouro, primeiro prêmio "Interventor Federal" e primeiro prêmio "Concurso Euclides da Cunha" — escultura)
- Mário Túlio (prêmio "Antonio de Pádua Dutra" — pintura)
- Oehlmeyer (primeiro prêmio "Prefeitura de São Paulo" — pintura)
- Óppido (segundo prêmio "Prefeitura de São Paulo" — pintura)
- Oswaldo Teixeira (grande medalha de ouro e primeiro prêmio "Interventor Federal" — pintura)
- Reinaldo Manzke (pequena medalha de prata — pintura)
- Roque de Mingo (segundo prêmio "Prefeitura de São Paulo" — escultura)
- Shigeo Nishimura (medalha de bronze — pintura)
- Vicente Larocca (primeiro prêmio "Prefeitura de São Paulo" e segundo prêmio "Concurso Euclides de Cunha" — escultura)
- Vilmo Rosada (medalha de bronze e segundo prêmio "Prefeitura de São Paulo" — escultura)
- Yoshiya Takaoka (medalha de bronze — pintura)

## Décimo-terceiro Salão Paulista de Belas Artes
Aconteceu a partir de 16 de janeiro de 1947, na Galeria Prestes Maia. A organização contou com Joaquim da Rocha Ferreira, Mugnaini, Roque de Mingo e Zenon Lotufo. Na comissão de arte, estiveram Carlos A. Gomes Cardim Filho e Francisco Brasiliense Fusco. Na comissão de premiação, atuaram Castellane, Joaquim da Rocha Ferreira, Juarez Almada Fagundes, Mugnaini, Roque de Mingo e Vicente Larocca. No júri, participaram: Castellane, Joaquim da Rocha, Ferreira, Juarez Almada Fagundes, Luis Morrone, Mugnaini e Roque de Mingo. Os artistas premiados foram:
- Aldo Cardarelli (pequena medalha de prata e segundo prêmio "Prefeitura de São Paulo" — pintura)
- Amleto Niccola Daniele Sammarco (medalha de bronze e primeiro prêmio "Prefeitura de São Paulo" — escultura)
- Armando Vianna (pequena medalha de ouro — pintura)
- Caetano Fraccaroli (grande medalha de prata e segundo prêmio "Prefeitura de São Paulo" — escultura)
- Camargo Freire (medalha de bronze — pintura)
- Carlos Chambelland (grande medalha de ouro e primeiro prêmio "Governador do Estado" — pintura)
- Carlos Magano (medalha de bronze — pintura)
- Castellane (pequena medalha de prata — pintura)
- Cimbelino de Freitas (medalha de bronze — pintura)
- Diogenes Duarte Pais (pequena medalha de prata e segundo prêmio "Prefeitura de São Paulo" — pintura)
- Durval Pereira (menção honrosa)
- E. Migliaccio (pequena medalha de prata — pintura)
- Edgar Duvivier (medalha de bronze — escultura)
- Estanislau Herstal (medalha de bronze — pintura)
- Georgina de Albuquerque (pequena medalha de ouro e segundo prêmio "Governador do Estado" — pintura)
- Geraldo Castro (menção honrosa)
- Gildo João Alfredo Zampol (medalha de bronze — escultura)
- João Batista Ferri (grande medalha de ouro e prêmio "Governador do Estado" — escultura)
- João Dutra (prêmio "Departamento Estadual de Informações" — pintura)
- João Turin (pequena medalha de prata — escultura)
- Judite Nascimento Gabus (menção honrosa — pintura)
- Jurandyr U. Campos (grande medalha de prata — pintura)
- Lelio Coluccini (primeiro prêmio "Prefeitura de São Paulo" — escultura)
- Manuel Navarro (menção honrosa — pintura)
- Marie Louise Pinto de Matos (menção honrosa — pintura)
- Mário Túlio (pequena medalha de prata — pintura)
- Mario Ybarra de Almeida (menção honrosa — pintura)
- Max Grossmann (medalha de bronze — escultura)
- Mercedes Woisk Marinho de Andrade
- Pacheco Ferraz (grande medalha de prata e primeiro prêmio "Prefeitura de São Paulo" — pintura)
- Paulo Alves de Siqueira (prêmio "Aquisição")
- Ricardo Cipicchia (prêmio "Departamento Estadual de Informação" — escultura)
- Silvio Benedetti (medalha de bronze — pintura)
- Takeshi Suzuki (menção honrosa — pintura)
- Theodoro Braga (pequena medalha de ouro)
- Vicente Di Grado (menção honrosa — escultura)
- Vilmo Rosada (pequena medalha de prata — escultura)

## Décimo-quarto Salão Paulista de Belas Artes
Aconteceu de 20 de agosto a setembro de 1948, na Galeria Prestes Maia. A organização contou com Alfredo Oliani, Della Monica, João del Nero, Julio Cesar Lacreta e Pacheco Ferraz. Na comissão de premiação, atuaram Caetano Fraccaroli, João del Nero, Júlio Guerra, Mugnaini, Pacheco Ferraz e Vicente Larocca. No júri, participaram: Caetano Fraccaroli, Júlio Guerra, Mugnaini, Pacheco Ferraz, Salvador Caruso e Vicente Larocca. Os artistas premiados foram:
- Adamoli (segundo prêmio "Prefeitura de São Paulo" — pintura)
- Ado Malagoli (pequena medalha de prata — pintura)
- Aldo Cardarelli (prêmio "Lino Morganti" — pintura)
- Antonio Luis Gagni (medalha de bronze — arte decorativa)
- Aurélia Rubião (pequena medalha de prata — pintura)
- Benedito José de Andrade (medalha de bronze e prêmio "Costa Ribeiro" — pintura)
- Bustamante Sá (medalha de bronze — pintura)
- Camargo Freire (primeiro prêmio "Prefeitura de São Paulo" — pintura)
- Caterina Baratelli (grande medalha de prata — pintura)
- Charitas Lienert (pequena medalha de prata e prêmio "Sinhá Junqueira" — escultura)
- Durval Pereira (medalha de bronze — pintura)
- Francisco Cimino (menção honrosa — pintura)
- Gildo João Alfredo Zampol (primeiro prêmio "Prefeitura de São Paulo" — escultura)
- Ismael de Barros (medalha de bronze — escultura)
- Joaquim da Rocha Ferreira (pequena medalha de ouro e segundo prêmio "Governador do Estado" — pintura)
- Luís Bartolomeu Pais Leme (medalha de bronze — escultura)
- Luís Dadalti (prêmio "Botelho de Souza Aranha" — pintura)
- Luis Morrone (pequena medalha de ouro e prêmio "Governador do Estado" — escultura)
- Mabsa (menção honrosa — pintura)
- Manuel Navarro (prêmio "Prefeitura de São Paulo" — pintura)
- Marc Bacard (prêmio "Francisco Matarazzo Sobrinho" — pintura)
- Maria Henriqueta Pupo Ferraz Pereira (segundo prêmio "Prefeitura de São Paulo" — escultura)
- Mário de Campos Pacheco (prêmio "Najib Jafet" — pintura)
- Mendonça Filho (pequena medalha de prata — pintura)
- Presciliano Silva (grande medalha de ouro e primeiro prêmio "Governador do Estado" — pintura)
- Renato De Stefano (segundo prêmio "Prefeitura de São Paulo" — escultura)
- Sylvio Alves (pequena medalha de prata — pintura)
- Sylvio Pinto (medalha de bronze — pintura)
- Yoshiya Takaoka (prêmio "Governador do Estado" — aquisição)

## Décimo-quinto Salão Paulista de Belas Artes
Aconteceu de 14 de outubro a novembro de 1949, na Galeria Prestes Maia. A organização contou com Alípio Dutra, Jurandyr U. Campos, Luis Morrone, Madureira e Wilson Maia Fina. Na comissão de premiação, atuaram Bernardino, Lucília Fraga, Luis Morrone, Orlando Duílio Tarquínio Rossi, Ricardo Cipicchia e Roque de Mingo. No júri, participaram: Bernardino, Lucília Fraga, Luis Morrone, Orlando Duílio Tarquínio Rossi, Ricardo Cipicchia e Roque de Mingo. Os artistas premiados foram:
- Aldo Cardarelli (prêmio "Prefeitura de São Paulo" — pintura)
- Alice Teixeira de Carvalho Gonçalves (menção honrosa — pintura)
- Américo Rodrigues (medalha de bronze — pintura)
- Antonio Luis Gagni (pequena medalha de prata — arte decorativa)
- Antonio Maria Nardi (prêmio "Lino Morganti" — pintura)
- Benedita Galvão Vasconcelos (menção honrosa — pintura)
- Benedito José de Andrade (pequena medalha de prata — pintura)
- Bustamante Sá (pequena medalha de prata — pintura)
- Carlos Magano (pequena medalha de prata)
- Carnelosso (medalha de bronze — pintura)
- Castellane (prêmio "Prefeitura de São Paulo" — pintura)
- Colette Pujol (pequena medalha de prata — pintura)
- Dorival Chiavenato (menção honrosa — pintura)
- Emidio Magalhães (pequena medalha de prata — pintura)
- Francisco Berger (menção honrosa — escultura)
- Geraldo Castro (medalha de bronze)
- Guerino Grosso (menção honrosa)
- Hajime Higaki (menção honrosa — pintura)
- Helena Corrêa Vaz (menção honrosa — pintura)
- Henrique Cavalleiro (grande medalha de prata — pintura)
- Iris Thompson de Carvalho (menção honrosa — escultura)
- Joaquim da Rocha Ferreira (prêmio "Assembleia Legislativa do Estado" — pintura)
- Jorge Mori (medalha de bronze — pintura)
- José Pancetti (pequena medalha de prata e segundo prêmio "Governador do Estado" — pintura)
- Júlio Guerra (prêmio "Governador do Estado" — escultura)
- Kenjiro Masuda (menção honrosa — pintura)
- Lange de Morretes (medalha de bronze — pintura)
- Laslo Zinner (menção honrosa — escultura)
- Manoel Santiago (grande medalha de prata)
- Margaret Spence (menção honrosa — arte decorativa)
- Maria Thereza Ramos Santos (medalha de bronze — pintura)
- Marjô (medalha de bronze — pintura)
- Massao Okinaka (medalha de bronze — pintura)
- Miguel Migray (menção honrosa — pintura)
- Nicola Petti (pequena medalha de prata — pintura)
- Oehlmeyer (grande medalha de prata e primeiro prêmio "Governador do Estado" — pintura)
- Oswald Lopes (menção honrosa — pintura)
- Paulo Sangiuliano (medalha de bronze — pintura)
- Paulo Sangiuliano (medalha de bronze)
- Renato De Stefano (menção honrosa — pintura e escultura)
- Salvador Rodrigues (medalha de bronze — pintura)
- Sergio Bertoni (menção honrosa — pintura)
- Shigeo Nishimura (pequena medalha de prata — pintura)
- Takeshi Suzuki (medalha de bronze — pintura)
- Thomaz Perina (prêmio "Botelho de Souza Aranha" — pintura)
- Vera Amaral (medalha de bronze — pintura)
- Yoshiya Takaoka (pequena medalha de prata — pintura)

## Décimo-sexto Salão Paulista de Belas Artes
Aconteceu de 19 de abril a 19 de maio de 1951, na Galeria Prestes Maia. A organização contou com Castellane, Cimbelino de Freitas, Hélio Duarte, Henrique Manzo e Júlio Guerra. Na comissão de premiação, atuaram Alípio Dutra, Caetano Fraccaroli, Castellane, Colette Pujol, Henrique Manzo, Honorio Alvares Penteado, Júlio Guerra, Laurindo Galante, Luis Morrone e Nicola Petti. No júri, participaram: Alípio Dutra, Caetano Fraccaroli, Castellane, Colette Pujol, Henrique Manzo, Honorio Alvares Penteado, Júlio Guerra, Laurindo Galante, Luis Morrone e Nicola Petti. Os artistas premiados foram:
- Alfredo Oliani (prêmio "Prefeitura de São Paulo" — escultura)
- Amâncio Tavares de Oliveira (menção honrosa — pintura)
- Antonio Luis Gagni (grande medalha de prata — arte decorativa)
- Antonio Maria Nardi (pequena medalha de prata — pintura)
- Archimedes Dutra (segundo prêmio "Governador do Estado" — pintura)
- Benedito José de Andrade (prêmio "Prefeitura de São Paulo" — pintura)
- Beppe Spolaor (grande medalha de prata — pintura)
- Caetano de Gennaro (pequena medalha de prata — pintura)
- Carnelosso (medalha de bronze — escultura)
- Cirilo Agostini (medalha de bronze — pintura)
- Cora Pabst Parisi (menção honrosa — pintura)
- Diogenes Duarte Pais (prêmio "Prefeitura de São Paulo" — pintura)
- Henrique Oswald (medalha de bronze — pintura)
- Iris Thompson de Carvalho (medalha de bronze — escultura)
- Isidro José Ovale (menção honrosa — pintura)
- Januario Francia Júnior (medalha de bronze — arte decorativa)
- Jesus Fernandes Barrios (medalha de bronze — pintura)
- João Batista Ferri (prêmio "Assembleia Legislativa" — escultura)
- Joel Minervino Linck (menção honrosa — pintura)
- José Carvalho (menção honrosa — pintura)
- José Marques Campão (grande medalha de ouro — pintura)
- Lelio Coluccini (prêmio "Governo do Estado" — escultura)
- Lubra (menção honrosa — pintura)
- Luís Bruno da Silva (medalha de bronze — pintura)
- Madureira (pequena medalha de prata — pintura)
- Mário Túlio (pequena medalha de prata)
- Mario Ybarra de Almeida (medalha de bronze)
- Nicola Caroni (menção honrosa — pintura)
- Olavo Pinto de Morais (menção honrosa — pintura)
- Orlando Duílio Tarquínio Rossi (grande medalha de prata — pintura e prêmio "Aquisição")
- Ottone Zorlini (menção honrosa)
- Ovídio Romano (menção honrosa)
- Pacheco Ferraz (prêmio "Prefeitura de São Paulo")
- Paola Scala Manzolillo (menção honrosa — pintura)
- Pedro de Alzaga (pequena medalha de prata — pintura)
- Rafael Falco (prêmio "Prefeitura de São Paulo")
- Reinaldo Manzke (prêmio "Prefeitura de São Paulo")
- Renato De Stefano (prêmio "Prefeitura de São Paulo" — escultura)
- Rita Rosemayer (menção honrosa — pintura)
- Roque de Mingo (prêmio "Prefeitura de São Paulo" — escultura)
- Salvador Caruso (primeoro prêmio "Governador do Estado" — pintura)
- Sergio Bertoni (menção honrosa — escultura)
- Silvio Giorgio de Ambrosis (menção honrosa — arte decorativa)
- Sylvio Alves (prêmio "Viagem ao País" — pintura)
- Takeshi Suzuki (pequena medalha de prata — pintura)
- Teresinha de A. Sampaio (menção honrosa — escultura)
- Vicente Di Grado (segundo prêmio "Governo do Estado" — escultura)
- Vicente Larocca (prêmio "Prefeitura de São Paulo" — escultura)
- Vilma A. M. Caccuri (menção honrosa — pintura)
- Walter Feder (pequena medalha de prata — pintura)

## Décimo-sétimo Salão Paulista de Belas Artes
Aconteceu a partir de 8 de agosto de 1952. A organização contou com Colette Pujol, Luis Morrone, Nicola Petti, Oswaldo Correa Gonçalves e Vicente Mecozzi. Na comissão de premiação, atuaram Iolando Mallozzi, João Batista Ferri, Joaquim da Rocha Ferreira, Júlio Guerra, Luis Morrone, Madureira, Nicola Petti, Reinaldo Manzke, Ricardo Cipicchia e Vicente Mecozzi. No júri, participaram: Iolando Mallozzi, João Batista Ferri, Joaquim da Rocha Ferreira, Júlio Guerra, Luis Morrone, Madureira, Nicola Petti, Reinaldo Manzke, Ricardo Cipicchia e Vicente Mecozzi. Os artistas premiados foram:
- Afonso Duarte Angélico (medalha de bronze — escultura)
- Alfredo Galante (menção honrosa — escultura)
- Amâncio Tavares de Oliveira (pequena medalha de prata — pintura)
- Antonio Arena (medalha de bronze — pintura)
- Antonio Luis Gagni (pequena medalha de prata — arte decorativa)
- Antonio Maria Nardi (pequena medalha de ouro — pintura)
- Antonio Tavares de Oliveira (menção honrosa — pintura)
- Arcangelo Ianelli (medalha de bronze — pintura)
- Aristides Ferraz (menção honrosa — pintura)
- Arlindo Ortolani (menção honrosa — escultura)
- Ataíde de Barros (medalha de bronze — pintura)
- Benedito Satamini de Oliveira (medalha de bronze — pintura)
- Bosakuro Ohashi (pequena medalha de prata — pintura)
- Bruno Felisberti (pequena medalha de prata — pintura)
- Camargo Freire (pequena medalha de prata — pintura)
- Carnelosso (prêmio "Aquisição" — pintura)
- Castellane (grande medalha de prata — pintura)
- Caterina Baratelli (prêmio "Aquisição" — pintura)
- César Anderaos (menção honrosa)
- Chlau Deveza (menção honrosa — pintura)
- Della Monica (prêmio "Governo do Estado" — pintura)
- Dino Piazza (menção honrosa)
- Djalma Urban (menção honrosa — pintura)
- Durval Pereira (prêmio "Aquisição" — pintura)
- Élvio Lemmi (prêmio "Aquisição" — escultura)
- Emilio Cordet (menção honrosa — pintura)
- Estevão Coelho (segundo prêmio "Prefeitura de São Paulo" — pintura)
- Ettore Federighi (menção honrosa — pintura)
- Fabrizio Fabriziani (prêmio "Botelho Souza Aranha" — pintura)
- Giandomenico de Marchis (menção honrosa — arte decorativa)
- Gilda Pereira Guimarães (menção honrosa — pintura)
- Gino Bruno (prêmio "Governador do Estado" — pintura)
- Giovanina Dellape (menção honrosa — esculura)
- Guerino Grosso (medalha de bronze — pintura)
- Henrique Manzo (prêmio "Governador do Estado" — pintura)
- Herson (menção honrosa — pintura)
- Innocêncio Borghese (medalha de bronze — pintura)
- Irene Hoffman Sales (menção honrosa e prêmio "Aquisição" — escultura)
- Italino Inácio de Carvalho (prêmio "Prefeitura de São Paulo" — pintura)
- Izrael Szajnbrum (medalha de bronze — pintura)
- Januario Oliva (medalha de bronze — escultura)
- João Simeone (menção honrosa — pintura)
- José Maria da Silva Neves (grande medalha de prata — pintura)
- José Segura Curco (pequena medalha de prata — escultura)
- Julia Lucia Novaes Borba (medalha de bronze — arte decorativa)
- Jurandir Aguiar (medalha de bronze — pintura)
- Jutta von Schaaffhausen (medalha de bronze — escultura)
- Laercio Saldanha (menção honrosa — pintura)
- Laurindo Galante (primeiro prêmio "Governador do Estado" — escultura)
- Lubra (medalha de bronze — pintura)
- Luis Gualberto (medalha de bronze — pintura)
- Lully de Carvalho (medalha de bronze)
- Manabu Mabe (menção honrosa — pintura)
- Manuel Madruga (grande medalha de ouro — pintura)
- Marina Machado da Silva (menção honrosa)
- Mário Bueno (menção honrosa — pintura)
- Mario Ybarra de Almeida (medalha de bronze — pintura)
- Noêmia Guerra (medalha de bronze — pintura)
- Óppido (medalha de bronze — pintura)
- Orlando Duílio Tarquínio Rossi (primeiro prêmio "Governador do Estado" — pintura)
- Ovídio Romano (menção honrosa — pintura)
- Pacheco Ferraz (prêmio "Aquisição" — pintura)
- Raphael Galvez (prêmio "Viagem ao País" — escultura)
- Raul Deveza (pequena medalha de prata — pintura)
- Renato De Stefano (medalha de bronze e prêmio "Prefeitura de São Paulo" — escultura)
- Romolo Lombardi (menção honrosa — pintura)
- Roque de Mingo (prêmio "Prefeitura de São Paulo" — pintura)
- Salvador Caruso (pequena medalha de ouro — pintura)
- Salvador Rodrigues (prêmio "Aquisição" — pintura)
- Salvador Santisteban (prêmio "Aquisição" — pintura)
- Samira Chuahy (medalha de bronze — escultura)
- Sante Bullo (medalha de bronze — pintura)
- Sophia Tassinari (menção honrosa — pintura)
- Tadashi Kaminagai (pequena medalha de prata — pintura)
- Thomaz Perina (pequena medalha de prata — pintura)
- Tikashi Fukushima (medalha de bronze — pintura)
- Vicente Caruso (pequena medalha de prata — pintura)
- Vicente Di Grado (pequena medalha de prata e segundo prêmio "Governo do Estado" — escultura)
- Vilma A. M. Caccuri (medalha de bronze — pintura)

## Décimo-oitavo Salão Paulista de Belas Artes
Aconteceu a partir de 14 de outubro de 1953, na Galeria Prestes Maia. A organização contou com Alduino Estrada, Amleto Niccola Daniele Sammarco, José Maria da Silva Neves, Oswald de Andrade Filho e Valle Júnior. Na comissão de premiação, atuaram Alfredo Oliani, Alípio Dutra, Caetano Fraccaroli, Madureira, Mário Pacheco, Raphael Galvez, Valle Júnior, Vera Amaral e Vicente Di Grado. No júri, participaram: Alfredo Oliani, Alípio Dutra, Caetano Fraccaroli, Madureira, Mário Pacheco, Raphael Galvez, Valle Júnior, Vera Amaral e Vicente Di Grado. O artista homenageado foi Benedito Calixto. Os artistas premiados foram:
- Accácio Ferraz de Gouveia (prêmio "Aquisição" — pintura)
- Alcides Cruz (medalha de bronze — pintura)
- Angelina Waldemarin Messenberg (medalha de bronze — pintura)
- Angelo Simeone (prêmio "Prefeitura de São Paulo" — pintura)
- Antonio Tavares de Oliveira (medalha de oliveira)
- Armando Assis Pacheco (medalha de bronze — pintura)
- Benedito de Morais (menção honrosa — pintura)
- Camargo Freire (prêmio "Aquisição" — pintura)
- Carlos Aires (menção honrosa — pintura)
- Carlos Aires (menção honrosa)
- Carnelosso (pequena medalha de prata — pintura)
- Castellane (prêmio "Aquisição" — pintura)
- Charitas Lienert (grande medalha de prata e segundo prêmio "Governo do Estado" — escultura)
- Chlau Deveza (prêmio "Aquisição" — pintura)
- Diogenes Duarte Pais (prêmio "Prefeitura de São Paulo" — pintura)
- Djalma Urban (prêmio "Aquisição" — pintura)
- Durval Pereira (pequena medalha de prata — pintura)
- Edgar Duvivier (prêmio "Aquisição" — escultura)
- Emídio Carvalho (medalha de bronze — pintura)
- Estevão Coelho (menção honrosa)
- Fabrizio Fabriziani (menção honrosa — pintura)
- Francisco Cimino (medalha de bronze — pintura)
- Fulvio Pennacchi (prêmio "Aquisição" — arte decorativa)
- Gertrudes Bredenditch Krueger (menção honrosa — pintura)
- Iolando Mallozzi (prêmio "Prefeitura de São Paulo" — escultura)
- Jacy Pereira Guida (menção honrosa — pintura)
- Júlio Guerra (primeiro prêmio "Governo do Estado" — escultura)
- Laercio Saldanha (pequena medalha de prata — pintura)
- Laurindo Galante (pequena medalha de ouro e prêmio "Prefeitura de São Paulo" — escultura)
- Léia Castelo Barnett (menção honrosa — escultura)
- Luís Bruno da Silva (prêmio "Assembleia Legislativa" — pintura)
- Luís Fernandes de Almeida Júnior (segundo prêmio "Governo do Estado" — pintura)
- Luis Gualberto (prêmio "Aquisição" — pintura)
- Lully de Carvalho (medalha de bronze — pintura)
- Mabsa (medalha de bronze — pintura)
- Marie Louise Pinto de Matos (medalha de bronze — pintura)
- Mário Bueno (prêmio "Aquisição" — pintura)
- Máximo Rossi (medalha de bronze — escultura)
- Melita Bolliger de Camargo (menção honrosa — pintura)
- Nicola Petti (primeiro prêmio "Governador do Estado" — pintura)
- Oehlmeyer (prêmio "Aquisição" — pintura)
- Óppido (prêmio "Prefeitura de São Paulo" — pintura)
- Orlando Duílio Tarquínio Rossi (pequena medalha de ouro — pintura)
- Oswaldo Teixeira (prêmio "Aquisição" — pintura)
- Pacheco Ferraz (prêmio "Aquisição" — pintura)
- Paulo Fonseca de Barros (medalha de bronze — pintura)
- Paulo Sangiuliano (pequena medalha de prata — pintura)
- Paulo Vancelotti (prêmio "Aquisição" — pintura)
- Pedro Tort (menção honrosa — pintura)
- Renato De Stefano (prêmio "Aquisição" — escultura)
- Ricardo Cipicchia (prêmio "Assembleia Legislativa" e prêmio "Aquisição" — escultura)
- Roque de Mingo (prêmio "Aquisição" — escultura)
- Salvador Rodrigues (prêmio "Botelho de Souza Aranha" — pintura)
- Salvador Santisteban (medalha de bronze — pintura)
- Takeo Moribe (menção honrosa — pintura)
- Thomaz Perina (prêmio "Aquisição" — pintura)

## Décimo-nono Salão Paulista de Belas Artes
Aconteceu a partir de 8 de outubro de 1954, na Galeria Prestes Maia. A organização contou com Carnelosso, Diogenes Duarte Pais, Fábio Penteado, Oswaldo Lacerda Gomes Cardim e Valle Júnior. Na comissão de premiação, atuaram Aurélia Rubião, Carnelosso, Joaquim da Rocha Ferreira, José Cucé, Júlio Guerra, Luis Gualberto, Plínio Croce, Ricardo Cipicchia, Takeshi Suzuki, Valle Júnior e Vicente Di Grado. No júri, participaram: Aurélia Rubião, Carnelosso, Joaquim da Rocha Ferreira, José Cucé, Júlio Guerra, Luis Gualberto, Plínio Croce, Ricardo Cipicchia, Takeshi Suzuki, Valle Júnior e Vicente Di Grado. Os artistas premiados foram:
- Adolph Richard Rudolph Turack (medalha de bronze)
- Alípio Dutra (prêmio "Aquisição" — pintura)
- Archimedes Dutra (prêmio "Prefeitura de São Paulo" — pintura)
- B. J. Tobias (prêmio "Prefeitura de São Paulo")
- Colette Pujol (grande medalha de prata e prêmio "Botelho de Souza Aranha")
- Dante Amiconi (medalha de bronze)
- Emídio Carvalho (prêmio "Aquisição")
- Estevão Coelho (prêmio "Prefeitura de São Paulo")
- Ismael Tavares de Oliveira Júnior (menção honrosa)
- Izrael Szajnbrum (prêmio "Aquisição")
- J. Hora (medalha de bronze)
- Judite Nascimento Gabus (pequena medalha de prata e prêmio "Aquisição")
- Leopoldo Gotuzzo (prêmio "Assembleia Legislativa")
- Luís Bruno da Silva (prêmio "Assembleia Legislativa do Estado" e prêmio "Governo do Estado")
- Lully de Carvalho (pequena medalha de prata)
- Mabsa (medalha de bronze)
- Madureira (prêmio "Aquisição")
- Mário de Campos Pacheco (prêmio "Aquisição")
- Marjô (prêmio "Aquisição")
- Nicola Petti (prêmio "Viagem")
- Óppido (prêmio "Aquisição")
- Pacheco Ferraz (primeiro prêmio "Governo do Estado")
- Raphael Galvez (prêmio "Prefeitura de São Paulo" — escultura)
- Tikashi Fukushima (prêmio "Aquisição" — pintura)